# Ronald Assen
Ronald Richenel Assen (ca. 1949) is een Surinaams politicus.
Na zijn opleiding in Nederland tot wiskundig ingenieur aan de TH Delft keerde hij in 1978 terug naar Suriname waar hij in augustus 1980 directeur werd van het Algemeen Bureau voor de Statistiek (ABS). Na het plotselinge vertrek eind 1993 van Eddy Sedoc als minister van Planning en Ontwikkelingssamenwerking (PLOS) waar ABS onder viel, werd Assen namens de Nationale Partij Suriname (NPS) diens opvolger. Bij de verkiezingen van 1996 verloor het Nieuw Front waar de NPS toe behoorde waarmee voorlopig een einde kwam aan zijn politieke carrière.
Na de vervroegde verkiezingen van 2000 kwam het Nieuw Front opnieuw aan de macht waarbij Assen wederom minister werd; ditmaal bij het ministerie van Defensie. Eind 2005 trad het derde kabinet-Venetiaan waarbij nauwelijks ministers uit het vorig kabinet terugkwamen. Assen werd in het nieuwe kabinet opgevolgd door zijn partijgenoot Ivan Fernald.
Tegenwoordig is Ronald Assen docent Wiskunde/Statistiek aan het Instituut voor de Opleiding van Leraren (IOL) en aan de Faculteit van Technische Wetenschappen van de Anton de Kom Universiteit.